# Dejtár
Dejtár é um município da Hungria, situado no condado de Nógrád. Tem 21,42 km² de área e sua população em 2015 foi estimada em 1.377 habitantes.